# Гантвиг, Карл Рейнгольд Егорович фон
Карл Егорович фон Гантвиг (Гантвих) (1736 год — 1792 год) — российский генерал-поручик, член Военной коллегии.

## Биография
Карл Рейнгольд Егорович фон Гантвиг родился в 1736 году в семье Георга Адольфа фон Гантвиг, возведенного вместе с братьями 5 октября 1754 года в дворянское достоинство Римской империи. Род был внесен в рыцарские матрикулы Лифляндской (1764) и Эстляндской губерний (1765).
Начал службу в Семёновском полку мушкетёром в 1755 году и 13 мая 1757 года выпущен в армию подпоручиком.
В 1759—1760 годах участвовал в Семилетней войне, в сражении при Цорндорфе ранен пулей в правое плечо. Затем участвовал в сражениях при Пальциге и Кунерсдорфе и при взятии Кольберга.
Состоя в фузилерном гренадерском полку, Карл Егорович фон Гантвиг  был произведён в 1760 году в поручики, а в 1763 году переведён подпоручиком в Преображенский полк. Произведён в поручики в 1765 году.
В чине капитан-поручика (с 1769 года) Гантвиг в 1770 году принимал участие в морской экспедиции в Архипелаге.
Звание капитана получил в 1771 году, звание бригадира — 24 ноября 1773 года, а на следующий день определён в Кавалергардский корпус вице-вахмистром.
17 марта 1774 года получил чин генерал-майора. 12 сентября 1777 года определён в Эстляндскую дивизию. 24 ноября 1780 года произведён в генерал-поручики.
24 ноября 1782 награжден орденом святой Анны.
В 1782 году назначен членом Военной коллегии; с этого года состоял при Финляндской дивизии, в 1784 году — при 7-й дивизии, в 1785 году — при 1-й дивизии, в 1788 году — при дивизии, находившейся в Белоруссии, в 1789 году — в армии и в 1790—1792 годах снова при Финляндской дивизии.
Карл Рейнгольд Егорович фон Гантвиг умер в 1792 году (до 29 апреля).

## Семья
Имел сына Карла Адама, начальника Нерчинских заводов.